# Petäjäsaari (ö i Finland, Päijänne-Tavastland, Lahtis, lat 61,55, long 26,15)
Petäjäsaari är en ö i Finland. Den ligger i sjön Jääsjärvi och i kommunen Gustav Adolfs i den ekonomiska regionen  Lahtis ekonomiska region  och landskapet Päijänne-Tavastland, i den södra delen av landet, 170 km norr om huvudstaden Helsingfors. Öns area är 3,6 hektar och dess största längd är 320 meter i nord-sydlig riktning.